# Підготовка руд до магнітної сепарації
Підготовка руд до магнітної сепарації
Особливостями процесу магнітної сепарації обумовлюється необхідність підготовки руди перед магнітним розділенням, яка залежить від характеристики руди (гранулометричний склад, магнітні властивості) і методу сепарації (суха або мокра). Підготовка руди включає операції дроблення, подрібнення, грохочення, знешламлення і знепилення, намагнічування і розмагнічування, сушки і випалу.
Дроблення і подрібнення. Для досягнення ефективного розділення мінералів руда перед збагаченням піддається дробленню і подрібненню. Для отримання оптимального гранулометричного складу підготовленої до збагачення руди схему і число стадій дроблення і подрібнення вибирають відповідно до властивостей збагачуваного матеріалу.
Грохочення. Умовна магнітна сила різко зменшується при віддаленні від робочого органа (барабана, валка, диска і т. ін.) сепаратора. При збагаченні некласифікованої руди з широким діапазоном крупності на найбільш крупні і найменш дрібні частинки руди, які проходять на різній відстані від робочого органу, діють різні за величиною магнітні сили. Це знижує ефективність розділення, утруднює правильний вибір умов збагачення і вибір параметрів робочої зони сепаратора.
Розмір отворів сит при грохоченні руди перед сухим збагаченням на сепараторах з верхнім живленням залежить від кроку полюсів або кроку зубців і відношення магнітних сприйнятливостей розділюваних компонентів руди. При збагаченні сильномагнітних руд крупністю 0 — 50 або 0 — 25 мм попереднє розділення на класи + 6 (8) і — 6 (8) мм сприятливо впливає на показники магнітного збагачення.
Знешламлення і знепилення. Процес магнітної сепарації дуже чутливий до наявності в руді дрібно- і тонкоподрібнених частинок, частина яких потрапляє при сепарації в магнітний продукт і знижує його якість. Тому в більшості випадків дрібну руду перед збагаченням піддають знешламленню або знепиленню. При збагаченні сильномагнітних руд рекомендується видаляти частинки крупністю — 5 мкм, а при збагаченні слабкомагнітних руд — частинки крупністю — 10 мкм.
Намагнічування і розмагнічування. В процесі магнітної сепарації тонкоподрібнених сильномагнітних матеріалів відбувається інтенсивне утворення флокул, які складаються з магнітних і механічно захоплених немагнітних частинок і зростків. При магнітній сепарації флокуляція підвищує продуктивність сепаратора і вилучення магнітного концентрату, але знижує його якість. При магнітному знешламленні і згущенні флокуляція підвищує продуктивність і селективність цих процесів, а при класифікації, навпаки, знижує ефективність. Тому для інтенсифікації процесів знешламлення і згущення пульпу обробляють в апаратах для намагнічування і, навпаки, в операціях класифікації з метою руйнування флокул пульпу розмагнічують.
Сушка. На показники сухої магнітної сепарації негативно впливає сила взаємного зчеплення частинок, яка зростає з підвищенням вмісту в руді поверхневої вологи. Так, для суміші мінералів (щільної магнетитової руди) крупністю 0 — 3 мм допустимий вміст вологи не повинен перевищувати 0,5 — 1 %, для руди крупністю 0- 6 мм — 1-1,5 %, для руди крупністю 0-12 мм — 2- 2,5 %, для руди крупністю 0- 25 мм — 3-5 %. Для пористої бурозалізнякової руди допустимий вміст вологи при сухому збагаченні складає 6-10 %, що значно вище, ніж для щільних магнетитових і гематитових руд. При сухому збагаченні випаленої бурозалізнякової руди вологістю 6 % виділення пилу різко зменшується в порівнянні зі збагаченням сухої руди, а при вологості 10 % виділення пилу практично повністю припиняється.
При сухому магнітному збагаченні грубих гравітаційних концентратів руд рідкісних металів концентрат попередньо підсушують до вмісту в ньому вологи 1 %.
Випал. Магнетизуючому випалу піддаються залізні руди для переводу немагнітних і слабомагнітних оксидів заліза в магнітні оксиди — штучний магнетит Fe3O4 і маггеміт γ — Fe2O3. При цьому можуть утворитися різні ферити і металеве залізо.
Відновлення оксидів заліза до магнетиту газоподібним відновником відбувається за реакціями:
```
                                       3Fe
2
O
3
 + CO = 2Fe
3
O
4
 + CO
2
 ;
```

```
                                       3Fe
2
O
3
 + H
2
 = 2Fe
3
O
4
 + H
2
O.
```

Відновлення оксидів заліза до магнетиту твердим відновником відбуваються за реакціями:
```
                                       3Fe
2
O
3
 + CO = 2Fe
3
O
4
 + CO
2
 ;
```

```
                                        СО
2
 + С = 2СО
2
 .
```

Випал пористих руд (бурі залізняки) з використанням газоподібного відновника здійснюється при температурі 650—750оС, а щільних руд (мартит, сидерит, гематит) — при температурі 850—950оС. Застосування твердого відновника потребує більш високої температури. Випал руд здійснюється в подових, барабанних, шахтних печах і печах киплячого шару.
Як відновники використовують коксик, кам'яне і буре вугілля, доменний, генераторний, коксовий і природний гази.